# Cirrhilabrus humanni
Cirrhilabrus humanni là một loài cá biển thuộc chi Cirrhilabrus trong họ Cá bàng chài. Loài này được mô tả lần đầu tiên vào năm 2012.

## Từ nguyên
Từ định danh humanni được đặt theo tên của Paul Humann, người đầu tiên phát hiện loài cá này trong lúc đang lặn biển.

## Phạm vi phân bố và môi trường sống
C. humanni chỉ được tìm thấy tại đảo Pura thuộc quần đảo Alor, Indonesia. Loài này được quan sát và thu thập gần các rạn san hô ở độ sâu khoảng 10–18 m.

## Mô tả
Chiều dài lớn nhất được ghi nhận ở C. humanni là 7 cm. Cá đực có màu cam ở đầu, ngực và thân trước, vùng thân còn lại màu nâu đỏ. Vây lưng, hậu môn và vây bụng màu đỏ tươi với viền xanh lam óng ở rìa. Các hàng đốm xanh óng dọc theo chiều dài ở vây lưng và vây hậu môn. Vây bụng lớn và dài, đặc biệt là khi cá đực căng rộng vây; nhiều đốm xanh cũng xuất hiện ở gốc vây bụng. Vây đuôi hình quạt tròn, có màu xám lốm đốm những vệt màu xanh ánh kim. Vây ngực trong mờ.
Cá cá có màu đỏ, xanh lam nhạt ở dưới đầu và bụng. Các vệt sọc ngắn trên đầu cũng như các hàng sọc ngang ở hai bên thân có màu xanh ánh kim. Cá con có kiểu hình như cá cái, trừ việc có thêm một đốm đen nhỏ trên cuống đuôi.
Số gai ở vây lưng: 11; Số tia vây ở vây lưng: 9; Số gai ở vây hậu môn: 3; Số tia vây ở vây hậu môn: 9; Số tia vây ở vây ngực: 15; Số gai ở vây bụng: 1; Số tia vây ở vây bụng: 5; Số lược mang: 14–15.

## Phân loại học
C. humanni được gộp vào một nhóm phức hợp loài cùng với Cirrhilabrus joanallenae, Cirrhilabrus morrisoni, Cirrhilabrus naokoae và Cirrhilabrus rubriventralis, đặc trưng bởi vây đuôi bo tròn và vây bụng hình cánh quạt.